# Унтерштурмфюрер

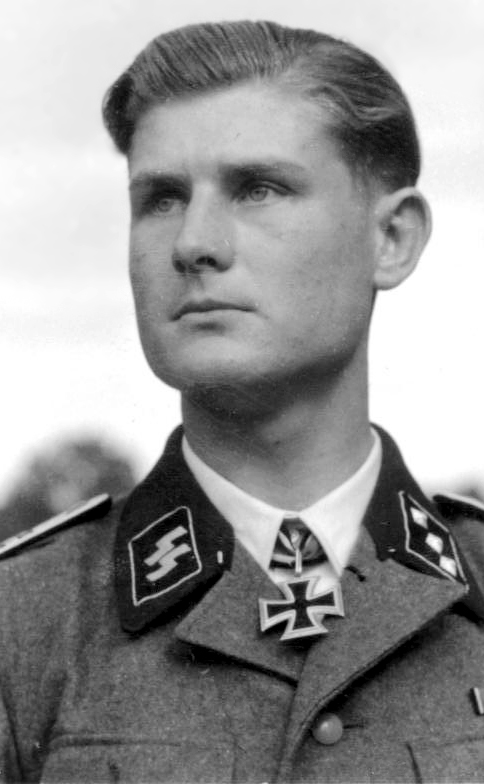
Унтерштурмфюрер войск СС Вернер Вольф

Унтерштурмфюрер (нем. Untersturmführer, сок. Ustuf) — звание в СС, соответствовало званию лейтенанта в вермахте (ОФ-1б в западных вооружённых силах).
Звание возникло в 1934 году из должности руководителя подразделения СС — труппе (нем. SS-Truppe).
Труппе охватывал городской район, сельскую округу, по численности составлял около армейского взвода — от 18 до 45 человек, состоял из трёх отделений — шаров (нем. SS-Schar), возглавлялся труппфюрером (нем. SS-Truppführer) или унтерштурмфюрером (нем. SS-Untersturmführer), в зависимости от численности.
В войсках СС унтерштурмфюрер, как правило, занимал должность командира взвода.

## Знаки различия
| Унтерштурмфюрер SS и NSFK                                     | Унтерштурмфюрер SS и NSFK | Унтерштурмфюрер SS и NSFK | Унтерштурмфюрер SS и NSFK | Унтерштурмфюрер SS и NSFK | Штурмфюрер SA и NSKK  | Штурмфюрер SA и NSKK  |
| Знаки различия - Погон - Нарук. наши. (Маск. кост.) - Петлица | СС (нем. SS)              | СС (нем. SS)              | СС (нем. SS)              | НC авиакорпус (NSFK)      | Штурмовые отряды (SA) | НC мех. корпус (NSKK) |
| Знаки различия - Погон - Нарук. наши. (Маск. кост.) - Петлица |                           |                           |                           |                           |                       |                       |
| Знаки различия - Погон - Нарук. наши. (Маск. кост.) - Петлица | только Ваффен-СС          | только Ваффен-СС          | - Общие СС - Ваффен-СС    | Петлицы                   | Петлицы               | Петлицы               |